# Борз (полк)
Полк специа́льного назначе́ния «Борз», он же Гела́евский спецна́з — подразделение ВС ЧРИ, созданное в 1993 году Русланом Гелаевым, также известное как полк специального назначения «Борз» («Волк»). В полку служил известный чеченский бард Тимур Муцураев.

## История, действия и события
По одним данным, сформировано в 1993 году Русланом Гелаевым из чеченских ветеранов грузино-абхазского конфликта. В 1995 году, после повышения Гелаева в военном руководстве ЧРИ, «Борз» возглавил Саид-Магомед Чупалаев.
По другой версии, «Борз» был создан Салманом Радуевым в 1992 году на базе вооружённого формирования «Президентские береты».
Лето 1993 года — боестолкновения с анти-дудаевской группировкой Руслана Лабазанова, занявшей позиции в одном из микрорайонов Грозного. Тогда Руслан Лабазанов объявил себя «чеченским Робин Гудом» и организовал полномасштабное сопротивление сепаратистским властям республики. Чуть позже — аналогичная операция по подавлению противостоящей Дудаеву вооружённой группировки Бислан Гантамирова в здании городского собрания.
В Первую чеченскую войну Руслан Гелаев руководил так называемым Юго-Западным фронтом, включавшим в себя огромную территорию от Аргунского ущелья до ингушской границы, с такими населёнными пунктами, как Самашки, Бамут, Орехово, Гойское, Шатой и Харсеной.
В мае 1995 года полк под руководством Гелаева дислоцировался в Шатойском секторе обороны.
В январе 1996 года Гелаев был назначен командующим Юго-Западным сектором ВС ЧРИ. 16 апреля 1996 года совместно с Хаттабом он устроил засаду у села Ярышмарды в Аргунском ущелье, в которую попала колонна федеральных войск МВО. Погибли 76, были ранены 54 военнослужащих.
Участвовал в двух штурмах города Грозный в 1996 году (6—8 марта и 6—11 августа). Во время мартовского штурма Гелаев продержался в городе 3 дня и отступил. Второй штурм был более масштабным и закончился подписанием Хасавюртовского соглашения, фактически завершившего Первую чеченскую войну. 25 сентября 2001 года Гелаев со своим отрядом (около 500 бойцов) оказал поддержку представителю президента Грузии в Кодорском ущелье Эмзару Квициани, отряд которого вошёл в Гульрипшский район Абхазии. Грузинские и чеченские бойцы встретили сопротивление абхазских боевиков и российских войск и были вынуждены вернуться на старые позиции в верхней части Кодорского ущелья.